# 整流器

交流信号、半波整流、全波整流

整流器（せいりゅうき、英語：rectifier）は、電流を一方向にだけ流す（整流）作用を有する素子。交流を直流に変換する素子の総称であり、実際の素子としては、陰極（カソード）と陽極（アノード）の2端子、あるいは、さらに制御端子を加えた3端子のものがある。
順変換装置ともいう。また、整流器を用いて交流を直流に変換する回路を整流回路（順変換回路）という。

## 整流器の種類
整流器を用いる回路は、低電圧小電流から高電圧大電流まで多岐にわたる。したがって、用いる回路に適した素子を選択する必要がある。
整流器としては、以下のものがある。
- 水銀整流器（エキサイトロン）
- 熱陰極水銀整流管
- 亜酸化銅整流器
- セレン整流器
- ダイオード （シリコン整流器・ゲルマニウム整流器）
- 二極真空管

また、制御端子を有する整流器として用いられる素子等としては以下のものがある。
- 水銀整流器（イグナイトロン） （端子の対応 - 陽極:陽極/陰極:水銀陰極/制御端子:点弧子）[3]
- 熱陰極格子制御放電管（サイラトロン） （端子の対応 - 陽極:陽極/陰極:陰極/制御端子:制御格子）[3]
- サイリスタ （端子の対応 - 陽極:アノード/陰極:カソード/制御端子:ゲート）[4]
- MOSFET （端子の対応 - 陽極:ドレイン/陰極:ソース/制御端子:ゲート）[5]

## 整流回路における整流器（素子）の接続方法

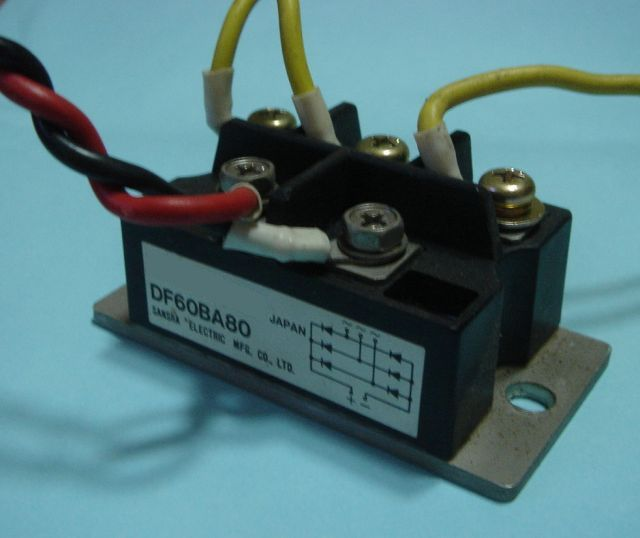
ダイオードモジュール（三相全波整流）

出力側の等価相数が多いほど、直流側の脈動対策が容易となるので、大電力用途ほど等価相数を多くする。

### 単相半波整流
整流素子1個で、順電圧の期間のみ整流する最も簡単な整流方法。

半波整流

単相半波整流では、交流の正弦波の正もしくは負の部分のみが取り出され、残りの半分は整流素子により通電が阻止される。
電流を取り出す用途では周期の半分が通電しない期間であるため、出力はパルス状となり平滑化（脈流も参照）すると低い電圧しか得られないばかりか、電源側にも多くの高調波をもたらすため電源用途にはあまり適しない。しかしながら回路計の交流電圧測定回路や後述の高周波プローブの用途では、構造が単純であるのと整流素子をひとつしか通過しないためエネルギー損失は最小限に抑えられるため、もっぱら半波整流が主流である。また小容量DC-DCコンバータにおいては絶縁型においても正パルスの矩形波であるため半波整流で足りる。
正弦波入力電圧の理想的な半波整流器の無負荷出力直流電圧：

{\displaystyle {\begin{aligned}V_{\mathrm {rms} }&={\frac {V_{\mathrm {peak} }}{2}}\\V_{\mathrm {dc} }&={\frac {V_{\mathrm {peak} }}{\pi }}\end{aligned}}}
Vdc, Vav – 直流または平均出力電圧
Vpeak, フェーズ力電圧のピーク値
Vrms, 出力電圧の二乗平均平方根値

### 単相全波整流
整流素子を組み合わせ、それぞれの順電圧の期間に整流する。

#### 単相ブリッジ整流
整流素子4個で、単相交流を全波整流する。

Graetz bridge 整流器: 4個のダイオードを用いた全波整流

非スイッチング電源のACアダプタは、そのほとんどがこの構成をとる。

#### 二相全波整流
整流素子2個で、正負が逆の二相交流を整流する。

センタータップ変圧器と2個ダイオードを用いた全波整流

同じ出力電圧を得るためにトランスの二次巻線を同巻き数の2組を、おのおの半波整流として用いる関係上、同容量の単相ブリッジ整流よりも変圧器は大きくなる。なお二極真空管においてはカソードを共用できるため、ふたつのプレートを持つ1本の真空管（双二極管）で整流回路が組めた。
理想的な無負荷の単相全波整流器の平均および二乗平均平方根出力電圧：
{\displaystyle {\begin{aligned}V_{\mathrm {dc} }=V_{\mathrm {av} }&={\frac {2V_{\mathrm {peak} }}{\pi }}\\V_{\mathrm {rms} }&={\frac {V_{\mathrm {peak} }}{\sqrt {2}}}\end{aligned}}}

### 三相半波整流

三相半波整流、三相全波整流

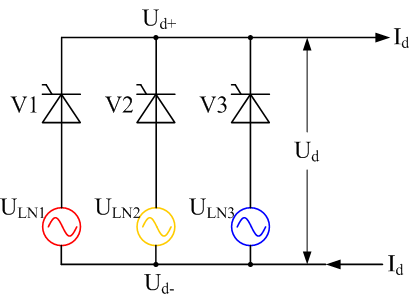
サイリスタを用いた三相半波整流回路

整流素子3個で、三相電源の全相を半波整流し、3相整流とする。水銀整流器は構造上、陰極を共用する構造のため、半波整流回路が主流であった。

### 三相全波整流

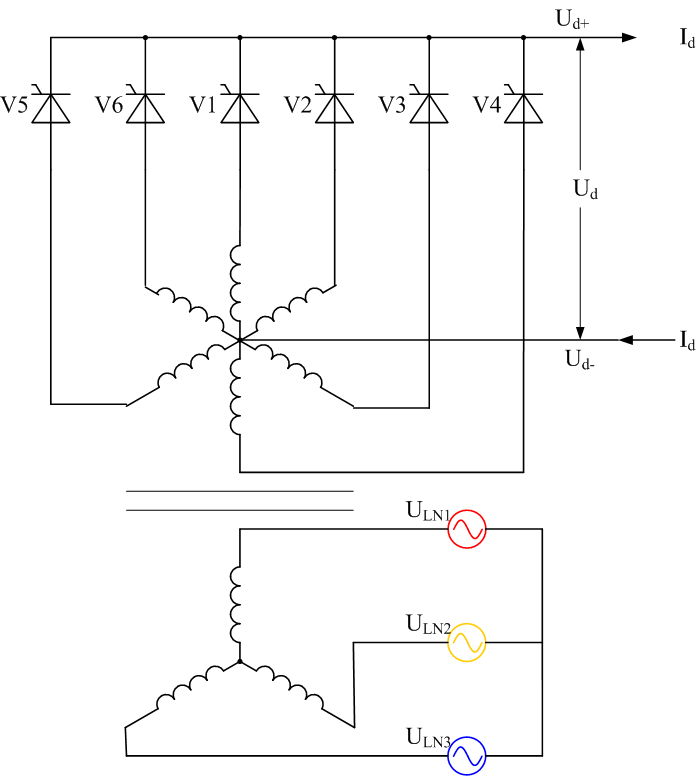
サイリスタを用いた三相全波整流回路

整流素子6個で、三相電源の全相を全波整流し、6相整流とする。
理想的な無負荷の単相全波整流器の平均出力電圧：
{\displaystyle V_{\mathrm {dc} }=V_{\mathrm {av} }={\frac {3{\sqrt {3}}V_{\mathrm {peak} }}{\pi }}}
ダイオードの代わりにサイリスタが使用された場合、出力電圧は cos(α) 分だけ減少する
{\displaystyle V_{\mathrm {dc} }=V_{\mathrm {av} }={\frac {3{\sqrt {3}}V_{\mathrm {peak} }}{\pi }}\cos \alpha }

### 12相整流

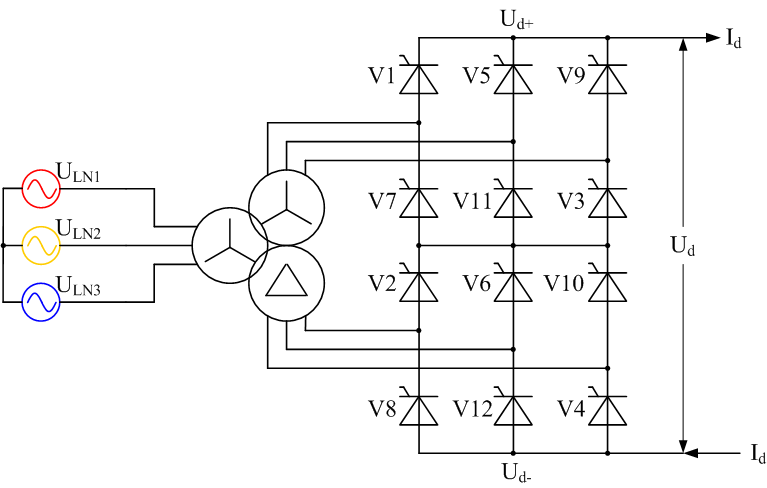
サイリスタを用いた12相整流

YΔ・YYまたはΔΔ・ΔYの結線の変圧器を2台一組で使用して30度位相差の三相交流を生成し、それぞれを三相全波整流することにより、12相整流とする。

## 用途

### 交流電源から直流電源を得る
パソコン、テレビ受像機、オーディオ機器などの各種電子機器内の電子回路のほとんどは、直流電源で駆動するように設計されている。商用電源等の交流電源でこれらの回路を動作させるために、整流器により交流電源から直流電源を得る。ノートパソコンなどのACアダプタが代表的な例である。

### 高周波プローブ
高周波あるいは無線周波数の電圧を測定するのに、通常の交流電圧計では周波数が高すぎて測定できない。ゲルマニウム・ダイオード等による整流器で直流に変換し、直流電圧計で測定するということが行われる。

### AGC回路
受信機のAGC回路において、低周波増幅器や中間周波増幅器の出力電圧を整流器で直流に近い電圧に変換して、その電圧を元に各増幅器のバイアス量（増幅率）を変化させ、AGC回路を成立させている。

## 電圧調整回路

### 分周制御
パルス変調により、電圧を調整する。直流側の脈動対策が容易となる。

### 位相制御
周期毎におけるON時間の割合を変化させることで、出力電圧を連続的に制御する。サイリスタを用いたものはサイリスタ位相制御と呼ばれる。力率が低く高調波も発生する。

### 変圧器タップ切換
変圧器タップにより、整流素子の交流入力電圧を制御する。

## 力率改善回路
交流入力電圧波形に合わせた電流入力波形にし、力率改善するため用いられる。
ピーク電流制御
周波数可変の自励発振を行うことによりピーク電流波形を電圧と同相にする。小型機器に用いられる。
平均電流制御
周波数固定の他励発振を行うことにより平均電流波形を電圧と同相にする。大型機器に用いられる。

## 平滑コンデンサ
整流回路に抵抗負荷を接続したとき、負荷端子間の脈動成分を減らすために、平滑コンデンサを整流回路の出力端子間に挿入する。
この場合、その静電容量が大きく、抵抗負荷電流が小さいほど、コンデンサからの放電が緩やかになり、脈動成分は小さくなる。